# Sphecozone personata
Sphecozone personata là một loài nhện trong họ Linyphiidae.
Loài này thuộc chi Sphecozone. Sphecozone personata được Eugène Simon miêu tả năm 1894.